# Hekabé
Hekabé (řecky Ἑκάβη, latinsky Hecuba) je v řecké mytologii dcera frýžského krále Dymanta, manželka posledního trojského krále Priama.
První manželkou Priamovou byla Arisbé, dcera věštce Meropa. Porodila mu syna Aisaka, který měl rovněž věštecké nadání. Později varoval před narozením Parida.
Hekabé byla druhou manželkou Priamovou, byla vznešenou a ušlechtilou královnou. Dala králi devatenáct synů, prvním byl Hektór, statečný bojovník a vrchní velitel trojských vojsk. Další se jmenovali Déifobos, Helenos, Polítés, ale nejznámější je Paris, rozhodl spor, která ze tří bohyň je nejkrásnější, poté spartskému králi Meneláovi unesl krásnou manželku Helenu. To zapálilo hněv Řeků a největší válečnou výpravu proti Tróje. Ta skončila totální porážkou trojanů a zkázou města.

Osud královny Hekabé byl krutý: přežila všechny své syny, ti padli ve válce. Před jejíma očima Neoptolemos, syn řeckého hrdiny Achillea, surově zabil jejího manžela, starého krále Priama.

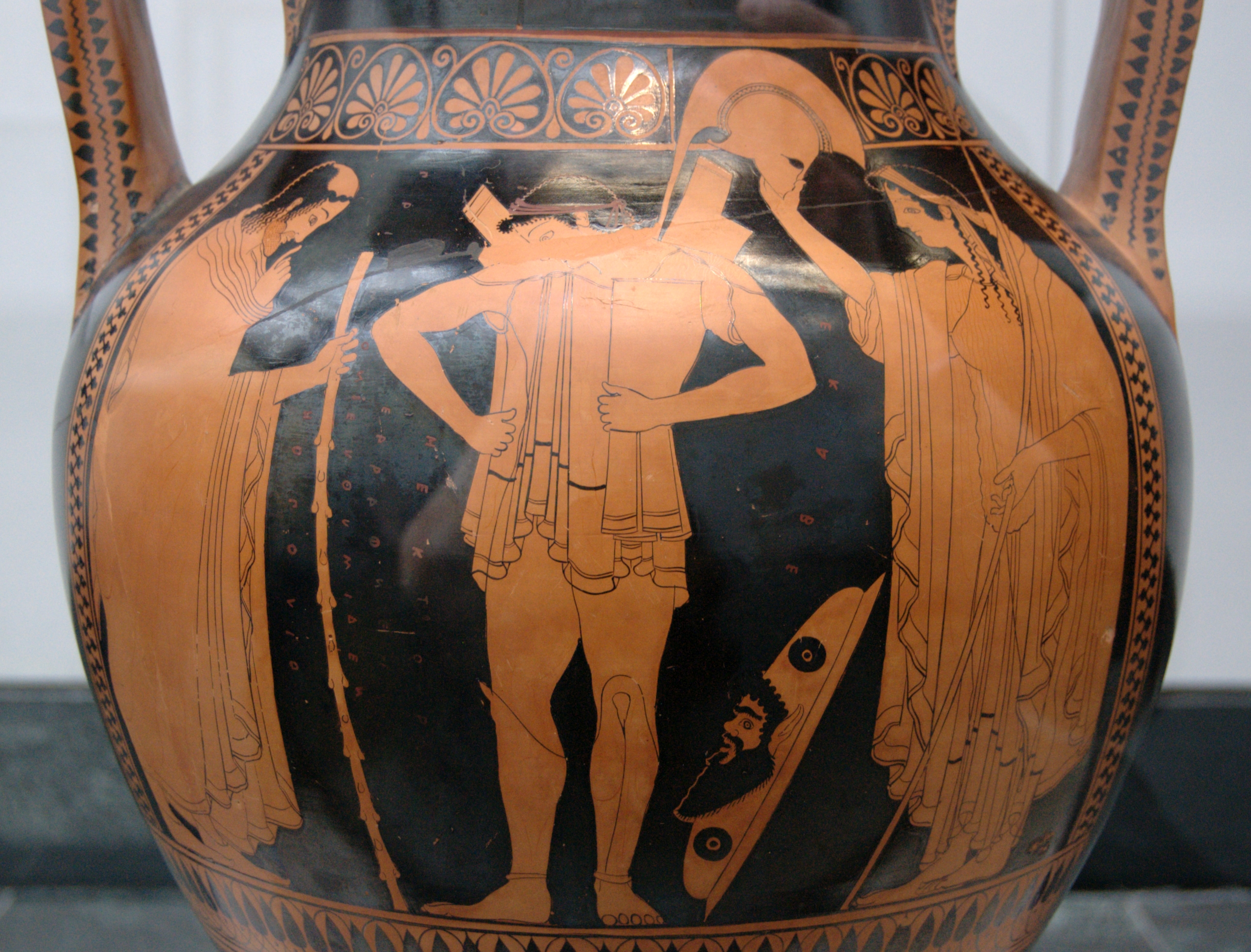
Hektór si obléká zbroj obklopen Priamem a Hekabé, amfora přibližně z roku 510 př. n. l., Vulci

Po úplném pádu Tróje se stala Hekabé kořistí ithackého krále Odyssea, ale brzy nato zemřela. Jsou pověsti, které uvádějí, že Hekabé zahynula jako pes. Bylo to za vraždu svého zetě Polyméstora (či Polymnéstora), kterému před válkou svěřila svého nedospělého syna Polydóra. Toho po pádu Tróje Polyméstor zavraždil, aby se dostal k trojskému zlatu. Zato ho Hekabé krutým způsobem zavraždila.

## Odraz v umění
- v Homérově Ílias je královna Hekabé vzorem ženy a matky. Je vylíčena také ve všech následujících dílech na téma trojské války.
- samostatným dílem je také Eurípidova tragédie Hekabé (r. 423 př. n. l.)